# 夏帕裙魚
夏帕裙魚，為輻鰭魚綱脂鯉目脂鯉亞目脂鯉科的其中一個種，分布於南美洲夏帕河流域，體長可達4.8公分，棲息在底中層水域，生活習性不明。